# Phalops sulcatus
Phalops sulcatus là một loài bọ cánh cứng trong họ Bọ hung (Scarabaeidae).